# Коктал (Байзакский район)
Кокта́л (с 1935 до 199? г. — Поли́тотде́л, каз. Көктал) — аул в Байзакском районе Жамбылской области Казахстана, административный центр и единственный населённый пункт Кокталского сельского округа. Код КАТО — 313644100.

## География
Аул расположен в юго-западной части Байзакского района, в 5 километрах к северо-западу от районного центра села Сарыкемер, в 6 километрах к северу от областного центра города Тараз. Ближайшая железнодорожная станция Бурул — расположена в 7 километрах к югу от аула (по дороге — 11,3 км). Соседние населённые пункты: Бурыл, Кумжота в 1 километре к югу, Ульгули в 2 километрах к востоку. Транспортное сообщение осуществляется по автодороге КН-7 с выходом на автодорогу A2 к северу. Высота центра населённого пункта — 564 метров над уровнем моря.

## Население
| Численность населения | Численность населения | Численность населения |
| 1989                  | 1999                  | 2009                  |
| --------------------- | --------------------- | --------------------- |
| 1625                  | ↗1878                 | ↗2520                 |

Процентное соотношение численно-преобладающих национальностей согласно переписи 1989 года:
| Национальность | Процентное соотношение |
| -------------- | ---------------------- |
| Казахи         | 46 %                   |
| Немцы          | 21 %                   |
| Русские        | 21 %                   |
| Другие         | 12 %                   |